# カロッソ
カロッソ（伊: Calosso）は、イタリア共和国ピエモンテ州アスティ県にある基礎自治体（コムーネ）。

## 地理

### 位置・広がり

#### 隣接コムーネ
隣接するコムーネは以下の通り。括弧内のCNはクーネオ県所属を示す。
- アリアーノ・テルメ
- カネッリ
- カスティリオーネ・ティネッラ (CN)
- コスティリオーレ・ダスティ
- モアスカ
- サント・ステーファノ・ベルボ (CN)

#### 地震分類
イタリアの地震リスク階級 (it) では、4 に分類される
。

## 行政

### 分離集落
カロッソには、以下の分離集落（フラツィオーネ）がある。
- Osteria, Piana del Salto, Rodotiglia, Sant'Anna, San Bovo, Soria, Trinità